# 慈遍
慈遍（じへん、生没年不詳）は、鎌倉時代末から南北朝時代にかけての天台宗の学僧であり、神道家であった。卜部兼顕の子で、「徒然草」の著者卜部兼好とは兄弟であるという。俗名は、兼清（かねきよ）と称した。卜部氏の系図などには後世の付加が多く、経歴については不明な部分が多い。

## 略歴
幼いときに出家して公尋の弟子となり、後に後醍醐天皇の信任の厚かった天台座主慈厳僧正に仕え、法印に任じられた。一方で、伊勢神道を受容。南朝側につき、天皇を神意に基づく神国日本の永遠の君主とする立場をとった。
著書には「旧事本紀玄義」「豊葦原神風和記」「天地神祇審鎮要記」などがある。